# 640-649
De jaren 640-649 (van de christelijke jaartelling) zijn een decennium in de 7e eeuw.

## Belangrijke gebeurtenissen
- 641 : Na de dood van de Byzantijnse keizer Herakleios ontstond een troonstrijd. Uiteindelijk wordt zijn kleinzoon Constans II Pogonatos tot keizer uitgeroepen.
- 642 : Byzantium speelt Egypte kwijt aan de Arabieren.
- 644 : Kalief Omar ibn al-Chattab wordt vermoord, hij wordt opgevolgd door Oethman ibn Affan.
- 645 : De Arabieren veroveren de Kaukasus.
- Paus Theodorus I laat tussen 642 en 649 de overblijfselen van de broers Primus en Felicianus vanuit de catacomben overbrengen naar de Santo Stefano Rotondo in Rome.
- 649 : Generaal Moe'awija I verovert voor de Arabieren het eiland Cyprus.

Publicatie
- Rothari, koning van de Longobarden vaardigt het Edictum Rothari uit, een optekening van Germaans recht.
- De opdracht van kalief Oethman tot het redigeren van een autoritaire (op gezag berustende) tekst van de Koran is belangrijk voor de islam, en wordt algemeen aanvaard. Nadat hiervan kopieën zijn vervaardigd, wordt de originele brontekst van de Koran teruggegeven aan Hafsah, dochter van Omar ibn al-Khattab en een van de vrouwen van Mohammed.

## Heersers

### Europa
- Beieren: Theodo I (ca. 640-680)
- Bulgaren: Koebrat (632-665)
- Byzantijnse Rijk: Herakleios (610-641), Constantijn III (641), Heraklonas (641), Constans II (641-668)
  - exarchaat Ravenna: Isaac (625-643), Theodorus I Calliopas (643-ca. 645), Plato (645-ca. 649), Olympius (649-652)
- Engeland en Wales
  - East Anglia: Anna (ca. 635-655)
  - Essex: Sigeberht I (617-653)
  - Gwynedd: Cadfael ap Cynfedw (634-ca. 655)
  - Kent: Eadbald (616-640), Earconbert (640-664)
  - Mercia: Penda (626-653)
  - Northumbria: Oswald (634-642)
    - Bernicia: Oswiu (642-670)
    - Deira: Oswine (644-651)

  - Wessex: Cynegils (611-643), Cenwalh (643-674)
- Franken
  - Austrasië: Sigibert III (639-656)
    - hofmeier: Otto (640), Grimoald I (641-657)

  - Neustrië: Clovis II (639-657)
    - hofmeier: Aega (640-642), Flaochad (hofmeier van Bourgondië 642), Erchinoald (642-657)

  - Aquitanië: Boggis (632-660)
- Longobarden: Ariovald Rothari (636-652)
  - Benevento: Arechis I (591-641), Aiulf I (641-646), Radoald (646-651)
  - Spoleto: Theodelap (602-650)
- Rijk van Samo: Samo (ca. 623-658)
- Visigoten: Chintila (636-640), Tulga (640-642), Chindaswinth (642-653)

### Azië
- Islam (kalief): Omar (634-644), Oethman (644-656)
- Chenla (Cambodia): Bhavavarman II (639-656)
- China (Tang): Tang Taizong (626-649), Tang Gaozong (649-683)
- India
  - Chalukya: Pulakesin II (609-642)
  - Pallava: Narasihavarman I (630-668)
  - Noord-India: Harsha (606-647)
- Japan: Jomei (629-641), Kogyoku (642-645), Kotoku (645-654)
- Korea
  - Koguryo: Yongnyu (618-642), Pojang (642-668)
  - Paekche: Mu (600-641), Uija (641-660)
  - Silla: Seondeok (632-647), Jindeok (647-654)
- Perzië (Sassaniden): Yazdagird III (632-651)
- Tibet: Songtsen Gampo (ca. 619-641, 646-650), Gungri Gungtsen (ca. 641-646)

### Religie
- paus: Severinus (638-640), Johannes IV (640-642), Theodorus I (642-649), Martinus I (649-655)
- patriarch van Alexandrië (Grieks): Cyrus (631-ca. 643), Petrus IV (ca. 643-651)
- patriarch van Alexandrië (Koptisch): Benjamin I (622-661)
- patriarch van Antiochië (Grieks): Macedonius (628-640), Gregorius I (640-656)
- patriarch van Antiochië (Syrisch): Johannes II van de Sedre (631-648), Theodorus (649-667)
- patriarch van Constantinopel: Pyrrhus I (638-641), Paulus II (641-653)
- patriarch van Jeruzalem: Sergius van Jaffa (638-649), Johannes van Philadelphia (649-692)

<< · 640 · 641 · 642 · 643 · 644 · 645 · 646 · 647 · 648 · 649 · >>
<< · 600-609 · 610-619 · 620-629 · 630-639 · 640-649 · 650-659 · 660-669 · 670-679 · 680-689 · 690-699 · >>